# Den ortodokse kirke i Grækenland
Den ortodokse kirke i Grækenland tilhører de autokefale ortodokse kirker og er ansvarlig for Grækenland. Den ledes af et ærkebiskop samt synoder.

## Historie
Den første nation, stat og kirke, der fik selvstændighed fra osmannerne, var et område, der udgør en mindre del af det, som i dag kendes som Grækenland. De græsktalende provinser var en del osmanniske kerneland, men i romantikkens tidlige begyndelse i der 19. århundrede begundte en græsk selvstændighedsbevægelse at brede sig. Βevægelsen var hjulpet på vej af de osmannisk-russiske krige, hvor forskelige russiske kejsere appellerede til, at de græske ortodokse skulle gøre oprør og blive en selvstændig nation. Den græske selvstændighedskrig begyndte med et græsk oprør i 1821, hvorefter otte års krig mod osmannerne og interne militære sammenstød mellem forskellige græske fraktioner fulgte. Krigen vendte endelig til græsk fordel, da de tre stormagter, England, Frankrig og Rusland intervenerede på græsk side og nedkæmpede den osmanniske flåde. I 1830 blev Grækenland anerkendt som en selvstændig stat af stormagterne, og der blev indgået fred med osmannerne.
Stormagterne udpegede en tysk prins Otto 1. til græsk konge, og han erklærede i 1833 den græske ortodokse kirke for selvstændig. En selvstændig lokal græsk kirke havde aldrig før eksisteret, idet den græsktalende byzantinske imperiale kirke med patriarken af Konstantinopel var kirkeleder for området. I den nye græske stats øjne var den kirkelige selvstændighed nødvendig, da grækerne ikke ønskede, at kirken i Grækenland var underlagt patriarken i Konstantinopel, der fortsat var en af sultanens undersåtter og embedsmænd. Den tyske - og tidligere romerskkatolske - græske prins gennemførte derpå en kirkereform med det formål at gøre den ortodokse kirke til statskirken efter katolsk forbillede. Opbygningen af den nye græske stat og nation skete i tæt samarbejde med kirken, hvor især kirken spillede en rolle ved at gøre græske frihedshelte til martyrer (kendt som ethnomartyrer). Selvstændighedskrigen blev tolket ind i en religiøs snarere end rent politisk ramme. De selvstændige grækere så den nye selvstændige ortodokse kirke som en naturlig udløber af den nationale genfødsel, hvorimod de ortodokse grækere, der fortsat var under osmannisk styre i Nordgrækenland og i det moderne Tyrkiet, anså det som et skisma. En del af grækerne i det nye selvstændige Grækenland ønskede fortsat at bevare tilknytningen til patriarken i Konstantinopel, men primært fordi de forventede, at den græske stat ville vokse og en dag befri byen fra osmannisk styre. Denne befrielse kom aldrig. Den engang græsktalende by Konstantinopel forvandlede sig mere og mere til det tyrkiske Istambul. Grækernes bevæggrundefor at bevare kontakten til patriarken i Konstantinopel var baseret på en national opfattelse af hvad kirken burde være. De græske nationalisters forventning om, at Grækenland skulle vokse og indtage yderligere osmannisk territorium, var baseret på, at de mente, at alle græsktalende provinser burde være en del af det selvstændige Grækenland. En sådan udvikling krævede det russiske imperiums militære magt. Flere græske nationalister ønskede, at Grækenland og Rusland skulle genskabe en ortodoks verden, der kunne modstå den vestlige katolske og protestantiske. Nationalromantik smeltede sammen religiøse og kulturelle forestillinger om den østlige ortodokse verden som en ny magt i det, der blev kendt som den græske nationalismes store ide (Megali Idea). Den store ides primære tanke var, at den byzantinske stat og ortodokse kirke skulle genskabes - dog nu bundet til det græske folk. Dette nationalistiske religiøse program blev en centtal strøm i den græske stats politiske liv efter 1830 og fik sine fatale konsekvenser i de efterfølgende græsk-osmanniske og senere græsk-tyrkiske krige, der har endt med at forme de moderne grænser mellem Grækenland og Tyrkiet. Den tradiske side af dette nationale program har været undergangen af de store græske ortodokse samfund i det moderne Tyrkiet, der eksisterede helt frem til 1920'erne. Efter det græske nederlag i den græsk-tyrkiske krig og freden i Lausanne i 1923 svandt den tidligere græske nationalistiske opfattelse af, at den græske nation og ortodokse kirke var direkte arvtager til den byzantiske. Nederlaget i 1923 betød, at op imod 1,5 millioner grækere forlod det moderne Tyrkiet, og ca. 750.000 tyrkere forlod Grækenland i en af verdenshistoriens største befolkningsudvekslinger. Mange oprindelige græske ortodokse samfund i Anatolien gik under. Den nationale gudgivne mission for Grækenland var herefter  ikke længere at genskabe Byzans og et ortodokst græsk imperium - og den byzantinske ortodokse arv gleg i baggrunden for den græske nationale identitet. Grækerne har endvidere udviklet en anden opfattelse af, hvad det vil sige at være græsk efter 1930'ernes diktatur. I denne selvopfattelse spiller den ortodokse arv en anden og moderat rolle end i den tidlige græske nationalisme. En særlig neo-ortodoks bevægelse kom til i 1990'ernes Grækenland. Bevægelsen satte lighedstegn mellem den græske nation og den ortodokse kirke. I denne bevægelse anses den vestlige kulturelle indflydelse som noget negativt, der truer den rene græske ortodoksi. I der moderne Grækenland er den ortodokse kirke derfor fortsat en nationalkirke, der spiller en vis politisk nationalistik rolle, hvor kirken iscenesættes som vogterne af den græske nation. Nye religionsstudier anslår, at op mod 90 procent af grækerne identificerer sig som ortodokse. Lighedstegnet mellem at være græker og være ortodoks er fortsat afgørende både politisk og for mange almindelige grækere.